# Сертель, Атилла
Атилла Сертель (род. 23 июля 1956) — турецкий политик и журналист. В ноябре 2015 года был избран членом парламента от Измира. В 2009-15 годах возглавлял федерацию журналистов Турции.

## Биография
Родился 23 июля 1956 года в Эскишехире. Там же получил начальное и среднее образование. Затем окончил лицей журналистики и публичных отношений при Эгейском университете. Ещё будучи студентом, начал работать журналистом. Писал для изданий «Milliyet», «Güneş», «Yeni Asır» и «Hürriyet», помимо этого вёл колонку. В 1991 году предпринял неудачную попытку баллотироваться в парламент. После этого вернулся в журналистику, работал в «Ekonomi Gazetesi» и «Gazete Ege».
В 1989 году работал в муниципалитете Измира главой отдела по СМИ и связям с общественностью. Совместно со своей женой Зийнет Сертель создал издательство «Ati Agency Advertising Industry and Trade Limited».
В 2009-15 годах возглавлял федерацию журналистов Турции, ушёл с поста, чтобы принять участие в парламентских выборах. Помимо этого возглавлял измирское отделение ассоциации турецких журналистов. Критиковал партию справедливости и развития, обвиняя их в подавлении свободы слова в Турции.

### Политическая карьера
В 1991 году Сертель баллотировался в парламент от социал-демократической народной партии, но не получил необходимого количества голосов.
В преддверии парламентских выборов в июне 2015 года вошёл в состав кандидатов от республиканской народной партии, но был снят с выборов по решению Высшего избирательного совета Турции после жалобы, поданной на него неизвестными сопартийцами. Председатель РНП Кемаль Кылычдароглу заявил, что намерен лишить членов РНП подавших жалобу членства в партии.
В ноябре 2015 года Сертель вновь баллотировался от РНП в парламент, и был успешно избран.